# Gösta "Snoddas" Nordgren
Karl Gösta "Snoddas" Nordgren (født 30. december 1926 i Arbrå, Gävleborg, død 18. februar 1981 i Vänersborg, dengang bosiddende i Ljusne, Gävleborg) var en svensk sanger, skuespiller og bandyspiller.

## Biografi
"Snoddas" var en bandyspiller i Bollnäs GIF. Han brød igennem som sanger den 26. januar 1952 i Lennart Hylands legendariske svenske radioprogram Karusellen og forårsagede derefter det, der stadig kaldes "Snoddasfeber". I programmet udførte "Snoddas" sangen "Flottarkärlek", som senere blev hans signaturmelodi og også et nationalt hit. Den originale version af "Flottarkärlek" indeholdt ikke den berømte strofe "Haderian Hadera". Det blev først tilføjet bagefter og til den diskoptagelse, der blev foretaget.
Göstas far Kalle Nordgren var blandt andet en fiskehandler og solgte kondomer og blev derfor kaldt "Gummi-Kalle" eller "Kådis-Kalle". Sønnen Gösta hang ofte sammen med sildebilen og fik derfor tilnavnet "Gummisnodden". Senere blev "Gummisnodden" kort sagt omdannet til "Snoddas". "Snoddas" turnerede i 1970'erne med Arne Qvick (ofte kaldet Arne "Rosen" Qvick efter sit hit med samme navn), også fra Bollnäs.
Fra begyndelsen af 1970'erne blev "Snoddas" ledsaget af harmonikeren Karl Erik Svensson, og samarbejdet fortsatte indtil den 18. februar 1981, hvor "Snoddas" døde pludselig 54 år gammel. Dette skete under en turné, da han om aftenen spillede innebandy med handicappede unge i et fitnesscenter på Källshagens plejehjem i Vänersborg. Dødsårsagen var sandsynligvis et hjerteproblem.

## Diskografi

### Album
- 1959 - Flottarkärlek
- 1970 - Hadderian Haddera
- 1973 - Vid Ljusnans Stränder (med Arne Qvick)
- 1974 - Vår Hembygds Kyrka (med Arne Qvick)
- 1975 - Två Glada Laxar (med Arne Qvick)
- 1975 - En Flottare Med Färg
- 1978 - Man Ska Leva Som Man Lär
- 1981 - Haderian, Hadera...

### Opsamlingsalbum
- 1982 - Jag Var Ung En Gång För Länge Se'n...
- 1984 - Snoddas En Flottare Med Färg - 25-årsjubileumslåtar
- 1996 - De 20 Mest Önskade
- 2008 - Favoriter Från Förr (20 Originalinspelningar Från 1952-1954)

## Filmografi
- 1952 - Flottare Med Färg
- 1952 - Åsa-Nisse På Nya Äventyr
- 1967 - Åsa-Nisse I Agentform